# Slottsarkitekt

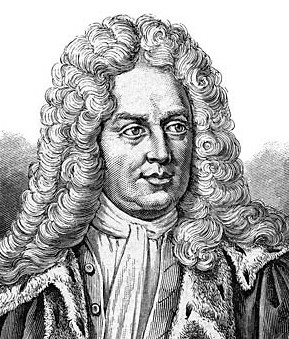
Nicodemus Tessin d.y., en av Sveriges historiskt mest kända slottsarkitekter

Slottsarkitekt är en titel för en arkitekt ansvarig för nybyggnad, underhåll och/eller restaurering av ett eller flera slott eller liknande byggnader.

## Sverige
I Sverige har Statens fastighetsverk (SFV), som bland annat bär ansvaret för de Kungliga slotten, knutit till sig 28 slottsarkitekter med erfarenhet och kunskap om historiska byggnadsverk.
Trots begreppet "slottsarkitekt" är det inte bara till slott som Statens fastighetsverk utsett slottsarkitekter. Flera äldre militära befästningsverk som Vaxholms fästning, Karlstens fästning och Karlsborgs fästning har en slottsarkitekt, liksom Riddarholmskyrkan och några parker som exempelvis Hagaparken och Ulriksdals slotts park. 
Gällande de Kungliga slotten har slottsarkitekten två huvudmän, SFV och Ståthållarämbetet (STÄ). Efter överenskommelse kan slottsarkitekten företräda SFV och STÄ vid externa kontakter. 
Några av kraven som SFV ställer på slottsarkitekten är:
- förvalta och utveckla kunskapen om objektet.
- ha en samlad överblick över befintligt externt och internt arkivmaterial om objektet.
- kontinuerligt leverera in producerat material till SFV:s ritningsarkiv. Detta inkluderar alla typer av handlingar från idéskisser till förslagshandlingar och relationsritningar.
- lämna en årlig slottsarkitektrapport senast 31 december.
- biträda SFV vid val av andra konsulter.
- utföra projekteringsuppdrag inom objektet.